# Tatort: Tiefer Fall
Tiefer Fall ist ein Fernsehfilm aus der Kriminalreihe Tatort der ARD, des ORF und SRF. Der Film wurde vom MDR produziert und am 12. Juni 2005 erstmals ausgestrahlt. Es handelt sich um die Tatort-Folge 601. Für den Kriminalhauptkommissar Bruno Ehrlicher (Peter Sodann) und seinen Kollegen Kain (Bernd Michael Lade) ist es der 17. Fall, in dem sie in Leipzig ermitteln.

## Handlung
Der achtjährige Tommy Beck wird tot in einem Waldstück gefunden. Ehrlicher und Kain vermuten zunächst einen sexuellen Missbrauch, was sich aber später nicht bestätigt. Der Fundort ist auch nicht der Tatort und der Rechtsmediziner findet auffallend viel Mineralstaub.
Für Tommys Mutter, die gerade ihr zweites Kind erwartet, bricht eine Welt zusammen. Auch seinen Vater, Holger Beck, nimmt der Tod seines Jungen stark mit. Er arbeitet als Sprengmeister in einem regionalen Steinbruch, der gerade in eine finanzielle Schieflage geraten ist. Tommy spielte oft in der Nähe und nach Aussage eines Nachbarsjungen hatte er eine „Schatzhöhle.“ Somit liegt nahe, dass das Kind im Steinbruch getötet wurde. Ehrlicher sieht sich dort näher um und als Holger Beck erfährt, dass Tommy offensichtlich hier zu Tode kam, ist er davon überzeugt, dass sein Kollege und Schwager Dieter Fink der Mörder ist. Dieser hatte oft Zeit mit Tommy verbracht und mochte seinen Neffen gern. Ihn getötet zu haben, streitet er vehement ab. Ehrlicher hält somit auch einen Unglücksfall für möglich.
Durch einen Hinweis werden sie darauf aufmerksam gemacht, dass möglicherweise in einem gesperrten Sektor des Steinbruchs heimlich gesprengt wurde, weil dort der beste Stein ist. Aus Sicherheitsgründen ist dort aber jeglicher Abbau verboten worden. Sollte dort tatsächlich gesprengt worden sein, kann das nur Beck gewesen sein. Und sollte sein Junge in der Nähe heimlich gespielt haben, könnte die staubgefüllte Luft Tommy erstickt haben. Hätte man das Kind dort gefunden, wäre die unerlaubte Sprengung bekannt geworden, was sehr wahrscheinlich zur Schließung des Steinbruchs und zum Verlust aller Arbeitsplätze geführt hätte. Deshalb wurde die Leiche woanders abgelegt. Doch für Ehrlicher klingt diese Erklärung zu einfach.
Und offensichtlich hat es sich auch nicht so zugetragen, denn am nächsten Tag wird die Leiche von Holger Beck gefunden. Es sollte nach Selbstmord aussehen, aber nach der kriminaltechnischen Untersuchung ist das auszuschließen. Jemand hat Beck in den Abgrund des Steinbruchs gestoßen. Wie sich herausstellt, war Beck am Abend mit dem Geschäftsführer Siebert in Streit geraten und dieser hat ihn aus dem Fenster seines Büros gestoßen und wollte es so als Selbstmord tarnen. Beck war dahintergekommen, dass er ihn und die Kollegen maßlos betrügen wollte. Er hatte ihnen nur einen lukrativen Auftrag vorgetäuscht, wofür er einen Millionenbetrag als Kredit in Aussicht hatte. Um das geheim zu halten, hatte er nachts heimlich den angeblich verkauften Split in der Umgebung abgekippt und dabei zufällig den spielenden Tommy verschüttet. Als Becks Kollegen das erfahren, sind sie drauf und dran, ihren angeblich so loyalen Chef in den Tod zu treiben. Ehrlicher kann sie aber davon abhalten und nimmt Siebert fest.

## Rezeption

### Einschaltquoten
Bei seiner Erstausstrahlung am 12. Juni 2005 wurde die Folge Tiefer Fall in Deutschland von 7,80 Millionen Zuschauer gesehen, was einem Marktanteil von 22,60 Prozent entsprach.

### Kritik
Die Kritiker der Fernsehzeitschrift TV Spielfilm vergaben für diesen Tatort die bestmögliche Wertung und schrieben: „Eindringliches Arbeiter- und Familiendrama mit schwachem Showdown.“ Als Gesamtfazit zogen sie: „Sozialdrama, überwiegend gut“.